# Archaeoceratops yujingziensis
Archaeoceratops yujingziensis ("cara con cuernos antigua de Yujingzi") es una especie del género fósil Archaeoceratops de dinosaurio ceratopsiano arqueoceratópsido, que vivió a principios del período Cretácico, hace aproximadamente 140 y 130 millones de años, desde el Valanginiense hasta el Hauteriviense, en lo que hoy es Asia.